# Temporada 1960-61 de los Cincinnati Royals
La temporada 1960-61 fue la decimotercera de los Royals en la NBA. La temporada regular acabó con 33 victorias y 46 derrotas, ocupando el cuarto puesto de la División Oeste, no logrando clasificarse para los playoffs. La temporada estuvo marcada por el debut de Oscar Robertson, uno de los mejores bases de la historia de la NBA, que tuvo uno de los debuts más espectaculares hasta la fecha, promediando casi un triple-doble (30,5 puntos, 10,1 rebotes y 9,7 asistencias por partido), siendo elegido rookie del año, en el mejor quinteto de la liga y MVP del All-Star Game.

## Elecciones en elDraft
| Ronda | Puesto | Jugador         | Posición | Nacionalidad   | Universidad     |
| ----- | ------ | --------------- | -------- | -------------- | --------------- |
| 1     | 1      | Oscar Robertson | Base     | Estados Unidos | Cincinnati      |
| 2     | 9      | Jay Arnette     | Base     | Estados Unidos | Texas           |
| 3     | 17     | Ralph Davis     | Base     | Estados Unidos | Cincinnati      |
| 8     | 56     | Sam Stith       | Base     | Estados Unidos | St. Bonaventure |

## Temporada regular
| División Oeste       | División Oeste | División Oeste | División Oeste | División Oeste | División Oeste | División Oeste | División Oeste | División Oeste |
| Equipo               | G              | P              | %              | PD             | Casa           | Fuera          | Neutral        | Div            |
| -------------------- | -------------- | -------------- | -------------- | -------------- | -------------- | -------------- | -------------- | -------------- |
| x-St. Louis Hawks    | 51             | 28             | .646           | –              | 29–5           | 15–20          | 7–3            | 25–14          |
| x-Los Angeles Lakers | 36             | 43             | .456           | 15             | 16–12          | 8–20           | 12–11          | 19–20          |
| x-Detroit Pistons    | 34             | 45             | .430           | 17             | 20–11          | 3–19           | 11–15          | 18–21          |
| Cincinnati Royals    | 33             | 46             | .418           | 18             | 18–13          | 8–19           | 7–14           | 16–23          |

## Estadísticas
| Rk | Jugador         | Edad | P  | PT | MP   | TC   | TCI  | %TC  | 3P | 3PI | %3P | TL  | TLI  | %TL  | RO | RD | RT   | AS  | RB | TAP | BP | FP  | PTS  |
| 1  | Oscar Robertson | 22   | 71 |    | 42.7 | 10.6 | 22.5 | .473 |    |     |     | 9.2 | 11.2 | .822 |    |    | 10.1 | 9.7 |    |     |    | 3.1 | 30.5 |
| 2  | Jack Twyman     | 26   | 79 |    | 37.0 | 10.1 | 20.7 | .488 |    |     |     | 5.1 | 7.0  | .731 |    |    | 8.5  | 2.8 |    |     |    | 3.5 | 25.3 |
| 3  | Wayne Embry     | 23   | 79 |    | 28.3 | 5.8  | 12.8 | .451 |    |     |     | 2.8 | 4.2  | .668 |    |    | 10.9 | 1.6 |    |     |    | 3.6 | 14.4 |
| 4  | Bucky Bockhorn  | 27   | 79 |    | 33.8 | 5.3  | 13.4 | .397 |    |     |     | 1.9 | 2.6  | .731 |    |    | 5.5  | 4.3 |    |     |    | 3.6 | 12.6 |
| 5  | Phil Jordon     | 27   | 48 |    | 23.8 | 4.2  | 10.6 | .395 |    |     |     | 2.4 | 3.3  | .731 |    |    | 8.8  | 2.2 |    |     |    | 3.1 | 10.9 |
| 6  | Bob Boozer      | 23   | 79 |    | 19.9 | 3.2  | 7.6  | .415 |    |     |     | 2.1 | 3.1  | .672 |    |    | 6.2  | 1.4 |    |     |    | 2.4 | 8.4  |
| 7  | Mike Farmer     | 24   | 57 |    | 22.7 | 3.2  | 8.1  | .391 |    |     |     | 1.2 | 1.6  | .734 |    |    | 6.6  | 1.4 |    |     |    | 2.2 | 7.5  |
| 8  | Ralph Davis     | 22   | 73 |    | 16.6 | 2.5  | 6.2  | .401 |    |     |     | 0.5 | 0.7  | .654 |    |    | 1.2  | 2.4 |    |     |    | 1.7 | 5.4  |
| 9  | Hub Reed        | 24   | 75 |    | 16.2 | 2.1  | 4.9  | .429 |    |     |     | 1.1 | 1.6  | .697 |    |    | 4.9  | 0.9 |    |     |    | 2.7 | 5.3  |
| 10 | Larry Staverman | 24   | 66 |    | 14.3 | 1.7  | 3.8  | .446 |    |     |     | 1.2 | 1.4  | .849 |    |    | 4.3  | 1.3 |    |     |    | 2.5 | 4.6  |
| 11 | Win Wilfong     | 27   | 62 |    | 11.6 | 1.7  | 4.9  | .348 |    |     |     | 1.2 | 1.4  | .809 |    |    | 2.4  | 1.4 |    |     |    | 1.9 | 4.6  |
| 12 | Phil Rollins    | 27   | 14 |    | 6.1  | 0.7  | 2.3  | .313 |    |     |     | 0.4 | 0.5  | .714 |    |    | 0.6  | 0.8 |    |     |    | 0.9 | 1.8  |

## Galardones y récords
| Jugador         | Galardón                                                                          |
| Oscar Robertson | Mejor quinteto de la NBA Rookie del Año de la NBA MVP del All-Star Game de la NBA |